# 灰孔多年臥孔菌
灰孔多年臥孔菌，属於多孔菌科一种，是木栖腐生的小型菇类。该菇类生长于如台湾等地之低中海拔林区，生长期间约是在春夏两季之间。